# Рави (река)
Вижте пояснителната страница за други значения на Рави.
Рави (на хинди: रावी, на пенджабски: ਰਾਵੀ, на урду: راوی) е река в Индия и Пакистан, ляв приток на Чинаб (дясна съставяща на Панджнад, ляв приток на Инд). Дължината ѝ е 725 km. Река Рави води началото си от югоизточните части на хребета Пир Панджал (крайната западна част на Малките Хималаи) на 4039 m н.в. В горното си течение тече в западна посока в дълбока долина, а след това проломява хребета Дхаоладхар (също част от Малките Хималаи). При индийския град Чамба излиза от планините, завива на югозапад и на протежение около 100 km служи за граница между Индия и Пакистан. На около 30 km североизточно от град Лахор изцяло навлиза на пакистанска територия и тече през историко-географската област Пенджаб. В района на град Сардарпур на 133 m н.в. се влива отляво в река Чинаб (дясна съставяща на Панджнад, ляв приток на Инд). Пълноводието ѝ е през лятото по време на мусонните дъждове. Среден годишен отток – 267 m³/s. Водите ѝ широко се използват за напояване, като през лятото около 1/3 от тях се отклоняват по многочислени иригационни канали, а оттокът е регулиран чрез преградни стени при Мадхопур, Балоки, Сидхнай. На Рави е разположен вторият по големина пакистански град Лахор.